# Gapulka
Gapulka (słow. Bambuľkine dobrodružstvá) – czechosłowacki serial telewizyjny dla dzieci oryginalnie emitowany w latach 1982–1983. W Polsce emitowany w ramach piątkowej Wieczorynki w 1989 roku.
Przygody kilkuletniej dziewczynki, która przypadkowo – w paczce – trafiła pod opiekę pana w średnim wieku.